# Tingal
Tingal is een bestuurslaag in het regentschap Blitar van de provincie Oost-Java, Indonesië. Tingal telt 4254 inwoners (volkstelling 2010).